# Чечетко, Николай Карпович
Николай Карпович Чечётко (15 ноября 1916, станица Старокорсунская, Кубанская область, Российская империя, — 23 июля 1952, Киев, Украинская ССР, СССР) — подполковник танковых войск. Герой Советского Союза.

## Биография

### Довоенные годы
Николай Карпович Чечетко родился 15 ноября 1916 года в станице Старокорсунская (ныне в Карасунском внутригородском округе Краснодара) в семье казака, замученного белогвардейцами в Гражданскую войну. Окончив 7 классов и строительное фабрично-заводское училище, Чечетко с 1932 года работал на стройках Краснодара и Таганрога. В 1937 году Николай убыл в Горьковскую область и поступил в Богородский кожевенный техникум. Проработав там до мая 1941 года, Чечетко переехал в Майкоп, став сменным мастером-технологом на заводе дубильных экстрактов «Красный Октябрь».

### Участие в Великой Отечественной войне
В августе 1941 года Чечетко был призван майкопским окружным военкоматом в ряды РККА. В 1942 году Чечетко окончил Камышинское танковое училище и с сентября того же года нёс службу в действующей армии. В составе своего подразделения Чечетко принимал участие в боевых действиях на Сталинградском, Центральном и 2-м Украинском фронтах.
В ходе наступательных боёв за город Умань (Черкасская область), в период с 5 по 13 марта 1944 года, танковая рота Чечетко в составе бригады совершила рейд в глубокий тыл противника, нанеся ему большой урон в живой силе и боевой технике. В районе села Маньковка экипаж Чечетко вступил в бой с двумя танками типа «Тигр»: сумев поджечь оба танка, Чечетко захватил переправу. Продолжая преследовать отступающего противника, экипаж Чечетко первым ворвался на окраину города Умань. Подавив артиллерию противника, Чечетко обеспечил продвижение основных сил, при этом подбив ещё два вражеских танка. 11 марта, в ходе боя за село Терновка, Чечетко прорвался в село за боевой разведкой и вёл бой против превосходящих сил противника, уничтожив танк «Пантера». Будучи раненым, Чечетко покинул поле боя только по приказу командира.
За время наступательных боёв экипаж Чечетко уничтожил самолёт Мe-109, 5 танков (из них 3 тяжёлых) и 14 орудий (из них дальнобойных — 6), 5 пулемётов, 6 миномётов, 40 автомашин, 80 повозок с грузом и до 150 солдат и офицеров противника. Всего ротой Чечетко было уничтожено 18 танков, 30 орудий разного калибра, 20 миномётов, 1 самолёт, 14 пулемётов, 120 машин, 6 складов и до 1000 солдат и офицеров противника. При этом были отрезаны пути отхода двум обозам в 600 подвод и 300 машин соответственно.
Указом Президиума Верховного Совета СССР от 13 сентября 1944 года за мужество, отвагу и героизм, проявленные в борьбе против немецко-фашистских захватчиков Чечетко Николаю Карповичу было присвоено звание Героя Советского Союза с вручением Ордена Ленина и  медали «Золотая Звезда».

### После войны
В 1948 году Николай Чечетко окончил Военную академию бронетанковых и механизированных войск Красной Армии. С августа 1948 года преподавал тактику в Киевское танковое училище имени Маршала Советского Союза С. К. Тимошенко.
С 1952 подполковник Чечетко — в запасе. В том же году, 23 июля, Николай Карпович Чечетко скончался. Похоронен на Лукьяновском кладбище Киева.

## Награды
- Медаль «Золотая Звезда»;
- орден Ленина;
- орден Красной Звезды[2];
- медаль «За победу над Германией в Великой Отечественной войне 1941—1945 гг.» (9 мая 1945[3]);
- медаль «30 лет Советской Армии и Флота».

## Память
- Имя Героя высечено золотыми буквами в зале Славы Центрального музея Великой Отечественной войны в Парке Победы города Москвы.
- На здании Богородского кожевенного техникума установлена мемориальная доска.
- Бюст в Богородске
- Надгробный памятник установлен на могиле Героя на Лукьяновском кладбище Киева.
- Памятный знак в Омске в Омском танковом инженерном институте.